# Stochov
Stochov (deutsch Stochau, auch Stochow) ist eine Stadt in Tschechien. Sie liegt zehn Kilometer westlich von Kladno und gehört zum Okres Kladno.

## Geographie
Stochov befindet sich nördlich des Pürglitzer Waldes im Steinkohlenbecken von Kladno. Im Norden führt die Schnellstraße R6 / E 48 vorbei, die bei Stochov gelegene Ausfahrt trägt den Namen Kačice. Dahinter verläuft das Flüsschen Loděnice. Südwestlich liegt die stillgelegte Zeche "Důl Československé armády".
Nachbarorte sind Čelechovice im Norden, Kačice im Nordosten, Srby im Osten, Tuchlovice und Slovanka im Südosten, Vašírov im Süden, Rynholec im Südwesten, Pecínov und Nové Strašecí im Westen sowie Mšecké Žehrovice im Nordwesten.

## Geschichte
Archäologische Funde belegen eine Besiedlung während der Keltenzeit.
Nach der „Kronika česká“ des Václav Hájek z Libočan soll die Burg Stochov ein Sitz des legendären Přemyslidenfürsten Neklan gewesen sein.

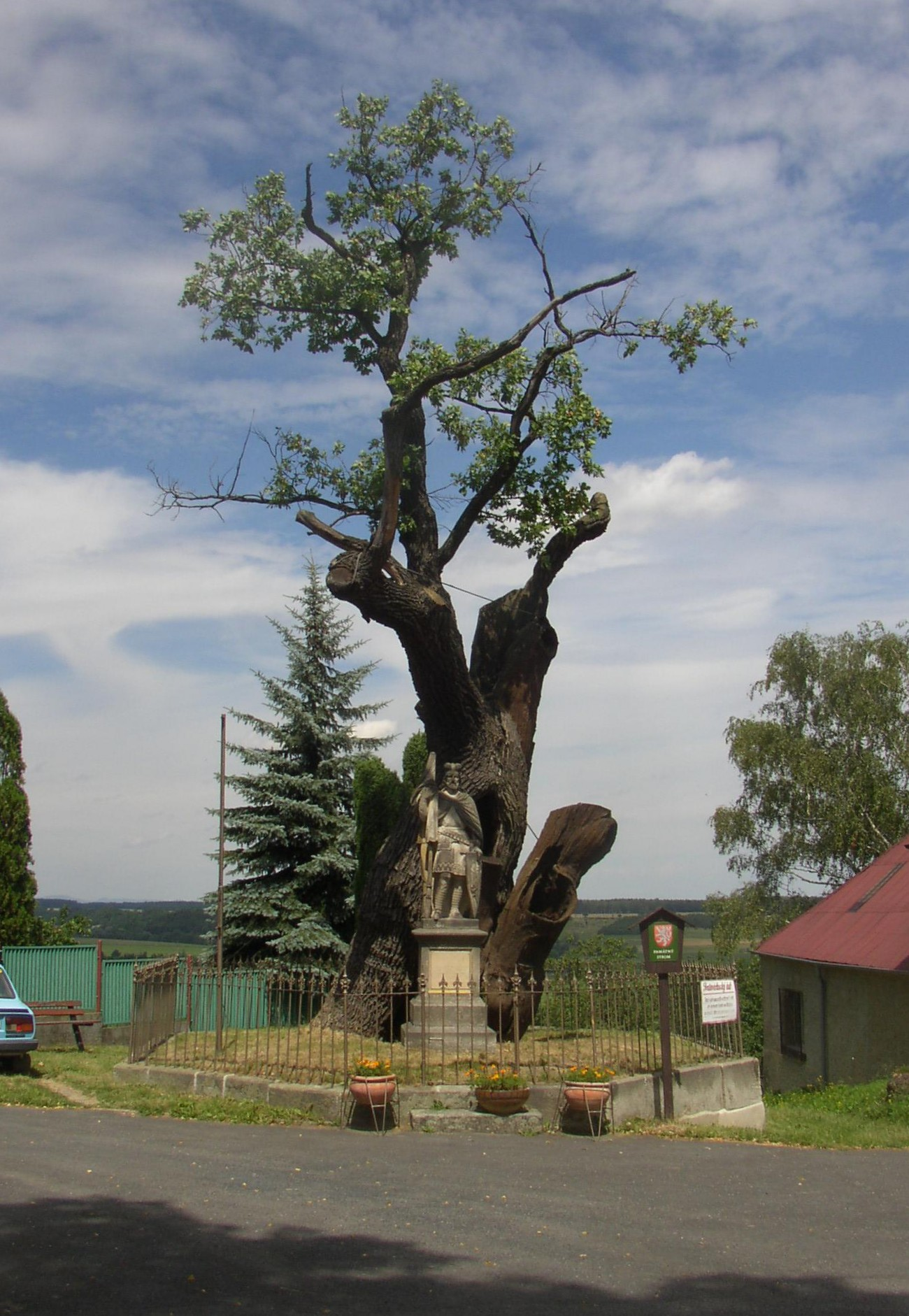
St. Wenzels-Eiche

Erstmals urkundlich erwähnt wurde Stochov im Jahre 1316. Bis ins 16. Jahrhundert waren sowohl geistliche als auch weltliche Herren Besitzer von Stochau. 1591 kaufte Jaroslav Borsita von Martinic Stochov, er schloss den Ort an die Herrschaft Smečno an. Dorthin blieb Stochov dann bis zur Aufhebung der Patrimonialherrschaft untertänig.
1848 wurde Stochov eine selbstständige Gemeinde im Bezirk Slaný. Nach dem Zweiten Weltkrieg kam das Dorf zum Okres Nové Strašecí. Westlich der Gemeinde entstand in den 1950er Jahren eine Bergarbeitersiedlung für die Steinkohlenzeche Tuchlovice. Seit 1961 gehört Stochov zum Okres Kladno, im selben Jahre wurde Honice eingemeindet. Durch den Bergbau wuchs Stochov rasch an und wurde 1967 zur Stadt erhoben. Stochov erreichte um 1970 eine Einwohnerzahl von 6.500. 1986 erfolgte die Eingemeindung von Čelechovice.

## Stadtgliederung
Die Stadt Stochov besteht aus den Ortsteilen Čelechovice (Tschelechowitz), Honice (Honitz) und Stochov (Stochau) sowie der Siedlung Slovanka. Auf den Fluren von Stochov liegt die Wüstung des im Mittelalter erloschenen Dorfes Holubín.

## Partnergemeinde
- Saarwellingen, Deutschland, seit 2006, partnerschaftliche Beziehungen und regelmäßige Jugendaustausche gab es seit den frühen 1990ern.
- Bourbon-Lancy, Frankreich, seit 2010. Bourbon-Lancy ist ebenfalls Partnerstadt von Saarwellingen. Unter anderem findet regelmäßig ein trinationaler Jugendaustausch in einer der Gemeinden statt.

## Persönlichkeiten
Mündliche Überlieferungen behaupten, dass in Stochov im Jahre 903 der Heilige Wenzel geboren sein soll.

## Sehenswürdigkeiten
- St.-Wenzels-Eiche auf dem alten Dorfplatz; der Sage nach soll die Heilige Ludmilla am Tage der Geburt ihres Enkels einen Eichensprössling gepflanzt haben, aus dem die Eiche wuchs.
- gotische St.-Wenzels-Kirche